# Rudi Tonn
Rudi Tonn (* 25. Dezember 1923 in Stolp, Pommern; † 20. Dezember 2004 in Frechen) war von 1979 bis 1999 ehrenamtlicher Bürgermeister von Hürth, einer Stadt im Rhein-Erft-Kreis, die südlich an Köln angrenzt.

## Leben
Rudi Tonn wurde als Sohn eines Drehers am 25. Dezember 1923 in Pommern geboren. Noch vor dem Zweiten Weltkrieg machte er beim (Flugzeug-)Motorenwerk Berlin-Marienfelde eine Ausbildung zum Industriekaufmann. Im Jahr 1942 wurde zu den Fallschirmjägern eingezogen. Er geriet in amerikanische Kriegsgefangenschaft, aus der er 1946 entlassen wurde. Nach Stationen in Duisburg und Baden-Baden siedelte er mit seiner Frau Christel, geborene Leisten (* 19. Juli 1926, † 6. August 2013), die er 1946 geheiratet hatte, im Jahr 1962 ins Rheinland nach Köln und dann bald nach Hürth über, wo er bis zu seinem Tod wohnen blieb. Hier war er bis zu seinem Ruhestand beim RWE Kraftwerk Goldenberg in Hürth-Knapsack beschäftigt. Die Eheleute Tonn haben einen Sohn. Rudi Tonn starb am 20. Dezember 2004 im Frechener Krankenhaus.

## Politisches Wirken

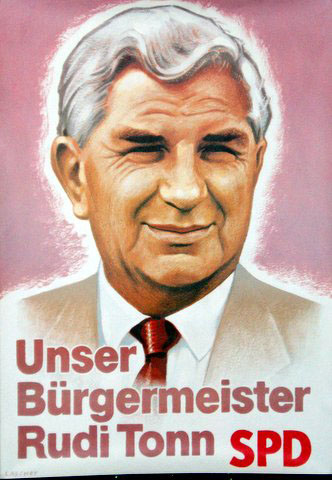
Rudi Tonn, Wahlkampf-Plakat von Willi Laschet

Sein politisches Interesse begann nicht erst im Jahr 1956, als er der SPD beitrat. Bereits 1951 war er in die Gewerkschaft eingetreten. Im Jahr 1969 wurde er in den Hürther Stadtrat und dort – als Fußballer und Fan des 1. FC Köln – zum Vorsitzenden des Sportausschusses gewählt (bis 1979).
Im Jahr 1975 wurde er stellvertretender, 1979 erster ehrenamtlicher Bürgermeister. Er blieb dies 20 Jahre lang. Noch bis Herbst 2004 saß er (seit 1979) für die SPD im Kreistag des Rhein-Erft-Kreises.
Tonn war Mitglied von 22 Vereinen und Ehrenmitglied bei 12 weiteren.
Besonders engagierte er sich für die Arbeiterwohlfahrt, in die er im Jahr 1970 eintrat. Seit 1986 war er Vorstandsmitglied des AWO-Bezirks Mittelrhein und der AWO Rhein-Erft-Kreis. In der Hürther AWO koordinierte er den Ortsverband, der bereits zu seinen Lebzeiten (1996) ein Altenzentrum nach ihm benannte.

## Ehrungen
Im Jahr 1986 hat er das Bundesverdienstkreuz, 1991 den Ehrenring der Stadt Hürth und 2000 die Ehrenbürgerrechte seiner Wahl-Heimatstadt Hürth erhalten.

## Würdigungen
Am 20. Juni 2006 ehrte ihn die Stadt Hürth durch die Benennung einer Straße (Rudi-Tonn-Platz) nach ihm in einem zentralen Neubaugebiet südlich des Rathauses.
Das Hürther AWO-Altenzentrum wurde zu Ehrung Rudi Tonns „Rudi-Tonn-Altenzentrum“ genannt.